# Transferencia de soberanía de Hong Kong
El traspaso de Hong Kong del Reino Unido a la República Popular China tuvo lugar a la medianoche del 1 de julio de 1997. Este acontecimiento puso fin a 156 años de dominio británico en la antigua colonia, que comenzó en 1841.
Hong Kong se estableció como una región administrativa especial de China (RAE) durante 27 años, manteniendo sus propios sistemas económicos y de gobierno de los de la China continental durante este tiempo, aunque la influencia del gobierno central en Pekín aumentó después de la aprobación de la Ley de Seguridad Nacional de Hong Kong en 2020.
Hong Kong había sido una colonia del Imperio británico desde 1841, a excepción de cuatro años de ocupación japonesa de Hong Kong, de 1941 a 1945. Después de la primera guerra del Opio, su territorio se amplió en 1860 con la incorporación de la península de Kowloon y la isla Stonecutters, y en 1898, cuando Reino Unido obtuvo un contrato de arrendamiento de 99 años para los Nuevos Territorios. La fecha de la entrega en 1997 marcó el final de este contrato de arrendamiento. La Declaración Conjunta Sino-Británica de 1984 había establecido las condiciones bajo las cuales Hong Kong sería transferido, y China acordó mantener las estructuras existentes de gobierno y economía bajo el principio de "un país, dos sistemas" por un período de 50 años. Hong Kong se convirtió en la primera región administrativa especial de China; Le siguió Macao después de su su transferencia desde Portugal en 1999 bajo acuerdos similares.
Con una población de unos 6,5 millones en 1997, Hong Kong constituía el 97 por ciento de la población total de todos los territorio británico de ultramar en ese momento y era uno de los últimos territorios coloniales importantes del Reino Unido. Su entrega marcó el fin del prestigio colonial británico en la región de Asia y el Pacífico, donde nunca se había recuperado de la Segunda Guerra Mundial, que incluyó eventos como el hundimiento del Prince of Wales y el Repulse y la caída de Singapur, así como la posterior crisis de Suez después de la guerra. La transferencia, que estuvo marcada por una una ceremonia de entrega a la que asistió Carlos, príncipe de Gales (ahora el rey Carlos III) y que se transmitió a todo el mundo, a menudo se considera que marca el final definitivo del Imperio británico.

## Descolonización
La colonia de Hong Kong estaba dividida en tres partes: la isla de Hong Kong fue la primera adquisición territorial de los ingleses, posteriormente la primera ampliación territorial fue Kowloon, y la segunda fue con los llamados "Nuevos Territorios". Solo los "Nuevos Territorios" estaban sujetos a la devolución a los 99 años a China después de ser colonizados por el Reino Unido, mientras que la isla de Hong Kong y Kowloon estaban cedidos a perpetuidad. Sin embargo, aun así el gobierno británico acabó devolviendo al gobierno chino la totalidad de la colonia de Hong Kong.
La Declaración Conjunta Sino-Británica de 1984 había establecido las condiciones bajo las cuales se transferiría Hong Kong, con China acordando mantener las estructuras existentes de gobierno y economía bajo el principio de "un país, dos sistemas" durante un período de 50 años. Hong Kong se convirtió en la primera región administrativa especial de China; le siguió Macao, con la Transferencia de la soberanía de Macao en 1999 bajo condiciones similares.

## Antecedentes

Reino Unido ocupó Hong Kong en 1842, Kowloon en 1860, y los Nuevos Territorios en 1898.

El territorio de Hong Kong fue ocupado a partir de tres tratados separados: el Tratado de Nankín en 1842, la Convención de Pekín en 1860, y la Convención para la extensión del territorio de Hong Kong en 1898, que dio al Reino Unido el control de la isla de Hong Kong, «Kowloon» (zona situada al sur de Boundary Street) y «los Nuevos Territorios» (zona norte de Boundary Street y al sur del río Shenzhen, y las islas periféricas), respectivamente. 
Aunque la isla de Hong Kong y Kowloon habían sido cedidas al Reino Unido a perpetuidad, el control en los Nuevos Territorios fue un contrato de arrendamiento de 99 años (expirando en 1997). La naturaleza finita del contrato de arrendamiento de 99 años no impidió el desarrollo de Hong Kong mientras los Nuevos Territorios se aglomeraron como parte de Hong Kong. 
En 1997, no era práctico separar los tres territorios y solo devolver «los Nuevos Territorios». Además, con la escasez de tierras y recursos naturales en Hong Kong y Kowloon, los Nuevos Territorios se desarrollaron con grandes infraestructuras y otras cuestiones, con el día de salida extendiéndose mucho más allá del 30 de junio de 1997. Por lo tanto, la situación de los Nuevos Territorios después de la expiración del contrato de arrendamiento de 99 años llegó a ser importante para el desarrollo económico futuro del Hong Kong restante.

## Negociaciones

Escudo actual de Hong Kong.

Cuando el gobierno de la República Popular China obtiene su asiento en la Naciones Unidas como resultado de la Resolución 2758 en 1971, se comenzó a actuar diplomáticamente en cuestiones de la soberanía de Hong Kong y Macao. El premier chino, Zhou Enlai, estaba especialmente preocupado por los problemas, y el representante chino de la ONU, Huang Hua, enviado de las Naciones Unidas de De-colonización Comité de Estado el punto de vista del gobierno chino: "Hong Kong y Macao son territorios chinos capturado por Gran Bretaña y Portugal, y el acto de resolver los problemas de Hong Kong y Macao se encuentra dentro del rango de la soberanía de China. Estas cuestiones se acerca a China como un Estado soberano en la restauración de su soberanía en los territorios que fueron capturados, y son diferentes de los números regulares dentro del rango de colonización, y no son definitivamente sobre la concesión de la independencia. El mismo año, el 8 de noviembre, la Asamblea General de las Naciones Unidas aprobó la resolución sobre la eliminación de Hong Kong y Macao de la lista oficial de las colonias. Esto creó las condiciones para el gobierno chino para resolver las cuestiones de soberanía de Hong Kong y Macao, con toda tranquilidad.
En marzo de 1979, el gobernador de Hong Kong, Murray MacLehose, realizó su primera visita oficial a la República Popular China (RPC), tomando la iniciativa de plantear la cuestión de la soberanía de Hong Kong con Deng Xiaoping. Sin aclarar y establecer la posición oficial del Gobierno de la República Popular China, la organización de los arrendamientos de bienes raíces y los acuerdos de préstamos en Hong Kong en los próximos 18 años sería bastante difícil. De hecho, a mediados de 1970, Hong Kong se había enfrentado a riesgos adicionales de empréstitos para los grandes proyectos de infraestructura, tales como su sistema de MTR y un nuevo aeropuerto. Desprevenido, Deng afirmó la necesidad del retorno de Hong Kong a China, en la que a Hong Kong se le daría estatus especial por el Gobierno de la República Popular China.
Muchos argumentan que si no hubiera sido por la imprudencia de MacLehose, el Gobierno de la República Popular China no podría haber presionado para poner la cuestión de Hong Kong en su agenda. Debate aparte, la visita de  MacLehose a la República Popular China hizo levantar el telón sobre la cuestión de la soberanía de Hong Kong: el Reino Unido fue muy consciente de la aspiración de la República Popular China de reanudar la soberanía sobre el territorio y empezó a tomar las medidas pertinentes para garantizar el sustento de sus intereses dentro el territorio, así como iniciar la creación de un plan de retirada en caso de emergencia.
Tres años más tarde, Deng recibió al ex primer ministro británico Edward Heath. Heath iba en calidad de enviado especial de la primera ministra Margaret Thatcher para establecer un entendimiento de la posición de la República Popular China con respecto a la cuestión de Hong Kong. A lo largo de su reunión, Deng expresó claramente por primera vez la voluntad de la República Popular China de resolver la cuestión de la soberanía con el Reino Unido a través de negociaciones formales.
En el mismo año, Edward Youde, que sucedió a MacLehose como el 26.º gobernador de Hong Kong, encabezó una delegación de cinco consejeros ejecutivos a Londres, incluyendo a Chung Sze Yuen, Lydia Dunn, Roger y Lobo. Chung presentó su posición sobre la soberanía de Hong Kong a Thatcher, animándola a tener en cuenta los intereses de la población nativa de Hong Kong en su próxima visita a China.
A la luz de la creciente apertura del Gobierno de la República Popular China y las reformas económicas en aquel país, la entonces primera ministra británica Margaret Thatcher buscó un acuerdo con la República Popular China para una continuidad de la soberanía británica sobre el territorio; sin embargo, la República Popular China adoptó una posición contraria: no solo la República Popular China deseaba que los Nuevos Territorios, en régimen de arrendamiento hasta 1997, fueran colocados bajo la jurisdicción de la República Popular China, sino que también se negó a reconocer los «tratados injustos y desiguales» en que Hong Kong y Kowloon habían sido cedidos al Reino Unido a perpetuidad. Por lo tanto, la República Popular China reconocía solo la administración británica sobre Hong Kong, pero no su soberanía.